# Gunde Svan
Gunde Anders Svan (Vansbro, 12 gennaio 1962) è un ex fondista e pilota automobilistico svedese. Con quattro titoli olimpici, sette iridati e cinque coppe di cristallo divenne, negli anni ottanta, il più titolato atleta nella storia dello sci di fondo. È anche allenatore, dirigente sportivo e conduttore televisivo. Con 30 affermazioni a livello individuale in gare di Coppa del Mondo, è il fondista svedese più vincente di sempre
È marito di Marie Johansson, a sua volta fondista di alto livello.

## Biografia

### Carriera sciistica
Svan debuttò in campo internazionale ai Mondiali del 1982, a Oslo, chiudendo 13º la 15 km a tecnica libera. In Coppa del Mondo esordì nella stagione inaugurale della manifestazione (1982), ottenne il primo risultato di rilievo il 18 dicembre 1982 nella 15 km di Davos (5º), il primo podio il 12 marzo 1983 nella 50 km di Oslo (3º) e la prima vittoria il 19 marzo successivo nella 15 km di Anchorage. Oltre ad aver vinto la coppa di cristallo nel 1984, nel 1985, nel 1986, nel 1988 e nel 1989 si classificò secondo nel 1983 e nel 1990 e terzo nel 1987.
In carriera prese parte a due edizioni dei Giochi olimpici invernali, Sarajevo 1984 (1º nella 15 km, 3º nella 30 km, 2º nella 50 km, 1º nella staffetta) e Calgary 1988 (13º nella 15 km, 10º nella 30 km, 1º nella 50 km, 1º nella staffetta), e a cinque dei Campionati mondiali, vincendo undici medaglie.

### Carriera automobilistica

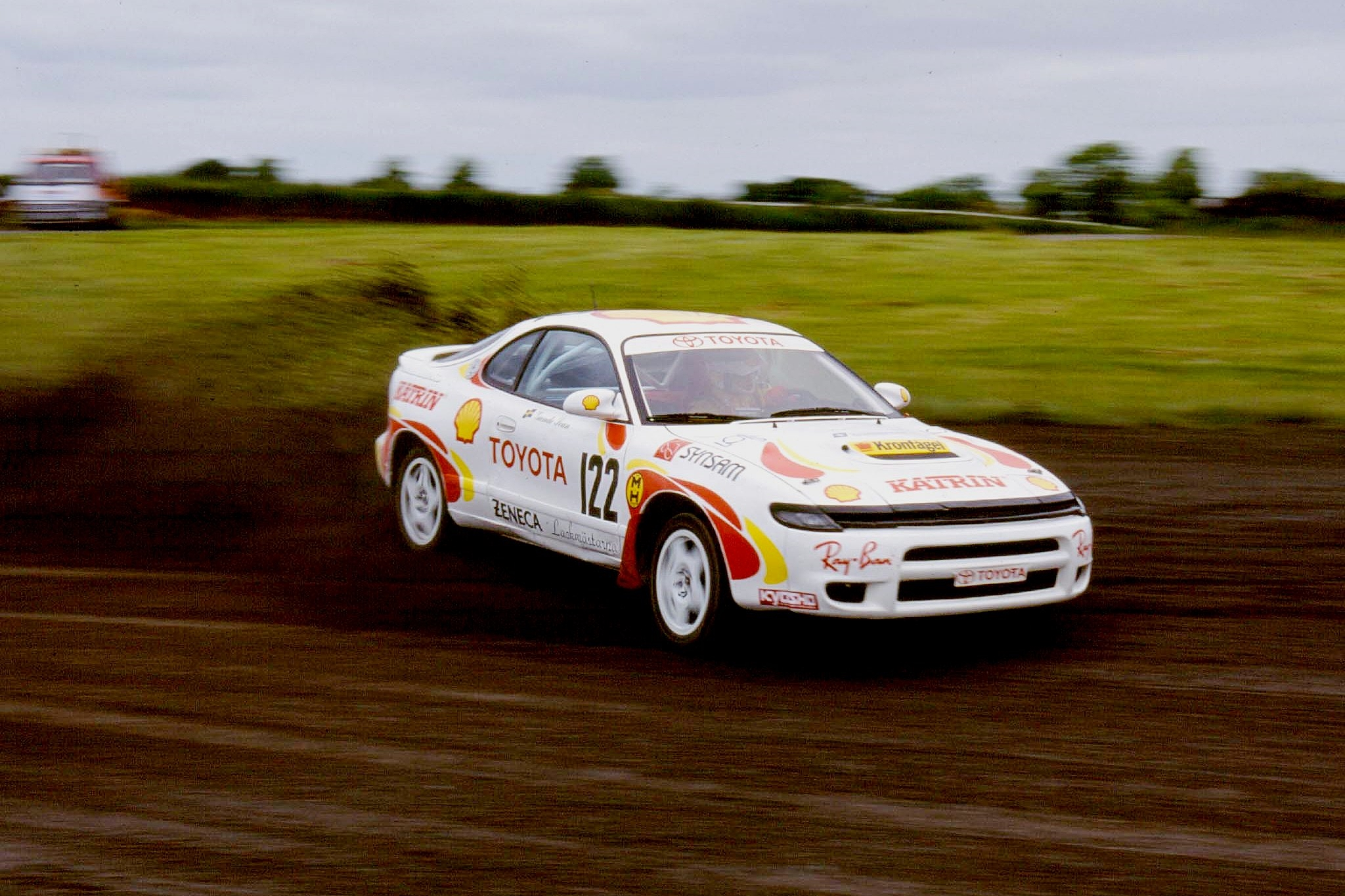
Svan a Mondello Park nel 1994 durante la gara valida per il campionato europeo

Come pilota di rallycross gareggiò nel campionato europeo, dove nella stagione 1995 si piazzò al terzo posto nella classifica generale della Division 1, la categoria di secondo livello della serie, al volante di una Toyota Celica GT-Four.

### Altre attività
Dopo essersi ritirato dalla carriera agonistica ha lavorato come conduttore di alcuni programmi televisivi, come Fångarna på fortet, Gladiatorerna, Ingenting är omöjligt e Bingolotto. 
Tra il 2008 e il 2009 è stato allenatore della nazionale svedese. Attualmente è attivo come membro del direttivo della Federazione Internazionale Sci.

## Bilancio della carriera
Dalla prime competizionii giovani fino al ritiro nel 1991 Svan ha disputato 615 gare, vincendone 372. Durante la sua carriera agonistica Svan, soprannominato "il cigno" per lo stile elegante, la tecnica superba e l'assonanza tra il suo cognome e la parola inglese swan ("cigno", appunto), era celebre per la sua dedizione e l'attenzione ai dettagli. Ad esempio usò una lega più leggera per la punta dei suoi bastoncini da sci, che gli fece risparmiare quattro grammi.
Una delle ragioni per cui si dedicò ad un altro sport fu che alcuni lo consideravano un talento naturale per lo sci, mentre lui ha sempre sostenuto che fosse solo questione di volontà e dedizione. Ha applicato gli stessi metodi in altre imprese oltre lo sci, e si costruì persino un suo misuratore di reazione per allenarsi nelle partenze.

## Palmarès

### Sci di fondo

#### Olimpiadi
- 6 medaglie:
  - 4 ori (15 km[5], staffetta[5] a Sarajevo 1984; 50 km[5], staffetta[5] a Calgary 1988)
  - 1 argento (50 km[5] a Sarajevo 1984)
  - 1 bronzo (30 km[5] a Sarajevo 1984)

#### Mondiali
- 11 medaglie:
  - 7 ori (30 km[5], 50 km[5] a Seefeld in Tirol 1985; staffetta[5] a Oberstdorf 1987; 15 km TL[5], 50 km[5], staffetta[5] a Lahti 1989; 30 km[5] a Val di Fiemme 1991)
  - 3 argenti (15 km[5], 50 km[5], staffetta[5] a Val di Fiemme 1991)
  - 1 bronzo (staffetta[5] a Seefeld in Tirol 1985)

#### Coppa del Mondo
- Vincitore della Coppa del Mondo nel 1984, nel 1985, nel 1986, nel 1988 e nel 1989
- 35 podi (individuali[6]), oltre a quelli conquistati in sede olimpica e iridata e validi anche ai fini della Coppa del Mondo:
  - 23 vittorie
  - 8 secondi posti
  - 4 terzi posti

##### Coppa del Mondo - vittorie
| Data             | Luogo                | Paese            | Disciplina |
| ---------------- | -------------------- | ---------------- | ---------- |
| 19 marzo 1983    | Anchorage            | Stati Uniti      | 15 km      |
| 27 marzo 1983    | Labrador City        | Canada           | 30 km      |
| 16 dicembre 1983 | Ramsau am Dachstein  | Austria          | 30 km      |
| 25 febbraio 1984 | Falun                | Svezia           | 30 km      |
| 17 marzo 1984    | Fairbanks            | Svezia           | 15 km      |
| 16 febbraio 1985 | Vitoša               | Bulgaria         | 15 km      |
| 23 febbraio 1985 | Syktyvkar            | Unione Sovietica | 15 km      |
| 9 marzo 1985     | Falun                | Svezia           | 30 km      |
| 8 dicembre 1985  | Labrador City        | Canada           | 15 km TC   |
| 14 dicembre 1985 | Biwabik              | Stati Uniti      | 30 km TL   |
| 11 gennaio 1986  | La Bresse            | Francia          | 15 km TC   |
| 14 febbraio 1986 | Oberstdorf           | Germania Ovest   | 50 km TL   |
| 14 marzo 1986    | Oslo                 | Norvegia         | 50 km TC   |
| 10 dicembre 1986 | Ramsau am Dachstein  | Austria          | 15 km TL   |
| 13 dicembre 1986 | Cogne                | Italia           | 15 km TL   |
| 19 dicembre 1987 | Davos                | Svizzera         | 15 km TC   |
| 14 dicembre 1988 | Bohinj               | Jugoslavia       | 30 km TL   |
| 17 dicembre 1988 | Val di Sole          | Italia           | 15 km PU   |
| 13 gennaio 1989  | Nové Město na Moravě | Cecoslovacchia   | 15 km TL   |
| 15 gennaio 1989  | Nové Město na Moravě | Cecoslovacchia   | 30 km TC   |
| 13 gennaio 1990  | Mosca                | Unione Sovietica | 30 km TL   |
| 21 febbraio 1990 | Val di Fiemme        | Italia           | 30 km TC   |
| 17 marzo 1990    | Vang                 | Norvegia         | 50 km TL   |

Legenda:

PU = inseguimento

TC = tecnica classica

TL = tecnica libera

#### Campionati svedesi
- 16 ori[2]

## Risultati automobilismo

### Riassunto della carriera
| Anno | Campionato                                 | Squadra | Gare | Vittorie | Pole | Gpv | Podi | Punti | Pos |
| ---- | ------------------------------------------ | ------- | ---- | -------- | ---- | --- | ---- | ----- | --- |
| 1994 | Campionato europeo rallycross - Division 1 | -       | 11   | 0        | -    | -   | 3    | 92    | 5º  |
| 1995 | Campionato europeo rallycross - Division 1 | -       | 12   | 1        | -    | -   | 8    | 131   | 3º  |

### Campionato europeo rallycross
(legenda) (Tra parentesi i risultati scartati)
| Anno | Categoria  | Scuderia | Vettura                 | 1     | 2       | 3     | 4       | 5     | 6       | 7     | 8       | 9       | 10      | 11    | 12      | Pos. | Punti |
| ---- | ---------- | -------- | ----------------------- | ----- | ------- | ----- | ------- | ----- | ------- | ----- | ------- | ------- | ------- | ----- | ------- | ---- | ----- |
| 1994 | Division 1 | -        | Toyota Celica Turbo 4WD | AUT 5 | POR 6   | FRA 3 | IRL (6) | GBR 5 | SVE 7   | FIN 2 | BEL (7) | OLA (7) | NOR (8) | GER 3 |         | 5º   | 92    |
| 1995 | Division 1 | -        | Toyota Celica GT-Four   | AUT 3 | POR (5) | FRA 1 | SVE 2   | GBR 3 | IRL (7) | BEL 3 | OLA 3   | NOR (6) | FIN 2   | CEC 2 | GER (4) | 3º   | 131   |

## Riconoscimenti
Nel 1984 ricevette la Medaglia d'oro dello Svenska Dagbladet, il premio assegnato dal quotidiano Svenska Dagbladet al miglior sportivo svedese dell'anno. Nel 1985 ricevette anche la Medaglia Holmenkollen, una delle massime onorificenze sportive dello sci.